# 張鑛 (萬曆進士)
張鑛（？—？），字珍夫，别號仙蒿，福建泉州府惠安縣民籍。

## 生平
萬曆三十七年（1609年）己酉科福建鄉試第七十名舉人，四十四年（1616年）丙辰科三甲一百六十名進士，户部觀政，四十五年授湖廣湘潭縣知縣，四十六年本省同考，天啓二年行取考选，擢貴州道御史，三年巡视東城。崇祯元年起江西道御史，巡按河南，三年巡按貴州，四年升廣東按察副使，六年升浙江參政，七年晉湖廣按察使，升四川右布政使。

## 家族
曾祖張峯，四川佥事。祖父张察，儒官。父张志超，庠生。從兄張鏘，同科進士。

## 引用
1. ↑  《萬曆四十四年丙辰科進士序齒録》：張鑛，僊蒿，诗三房，癸巳六月二十四日生。